# ستانلي نولز
ستانلي نولز (بالإنجليزية: Stanley Knowles)‏ هو نقابي وسياسي كندي وأمريكي، ولد في 18 يونيو 1908 في لوس أنجلوس في الولايات المتحدة، وتوفي في 9 يونيو 1997 في أوتاوا في كندا. حزبياً، نشط في Co-operative Commonwealth Federation ‏ والحزب الديمقراطي الجديد. وقد انتخب عضو مجلس العموم الكندي عن دائرة Winnipeg North Centre ‏ (1962 – 1984).